# Schistocerca literosa
Schistocerca literosa är en insektsart som först beskrevs av Walker, F. 1870.  Schistocerca literosa ingår i släktet Schistocerca och familjen gräshoppor. Inga underarter finns listade i Catalogue of Life.